# 卡朗唐莱马赖
卡朗唐莱马赖（法語：Carentan-les-Marais，法語發音：[kaʁɑ̃tɑ̃ le maʁɛ]），法国西北部城市，诺曼底大区芒什省的一个市镇，隶属于圣洛区，其市镇面积为133.29平方公里，2022年1月1日时人口数量为10,220人，在法国城市中排名第999位。
卡朗唐莱马赖成立于2016年，由九个市镇合并而成，新的市镇政府驻地为卡朗唐。卡朗唐莱马赖位于芒什省东北部，托特河与杜沃河的交汇处，濒临拉芒什海峡，是一个区域性的中心城市，芒特拉若利－瑟堡铁路及多条干线公路在此交汇。

## 地名来源

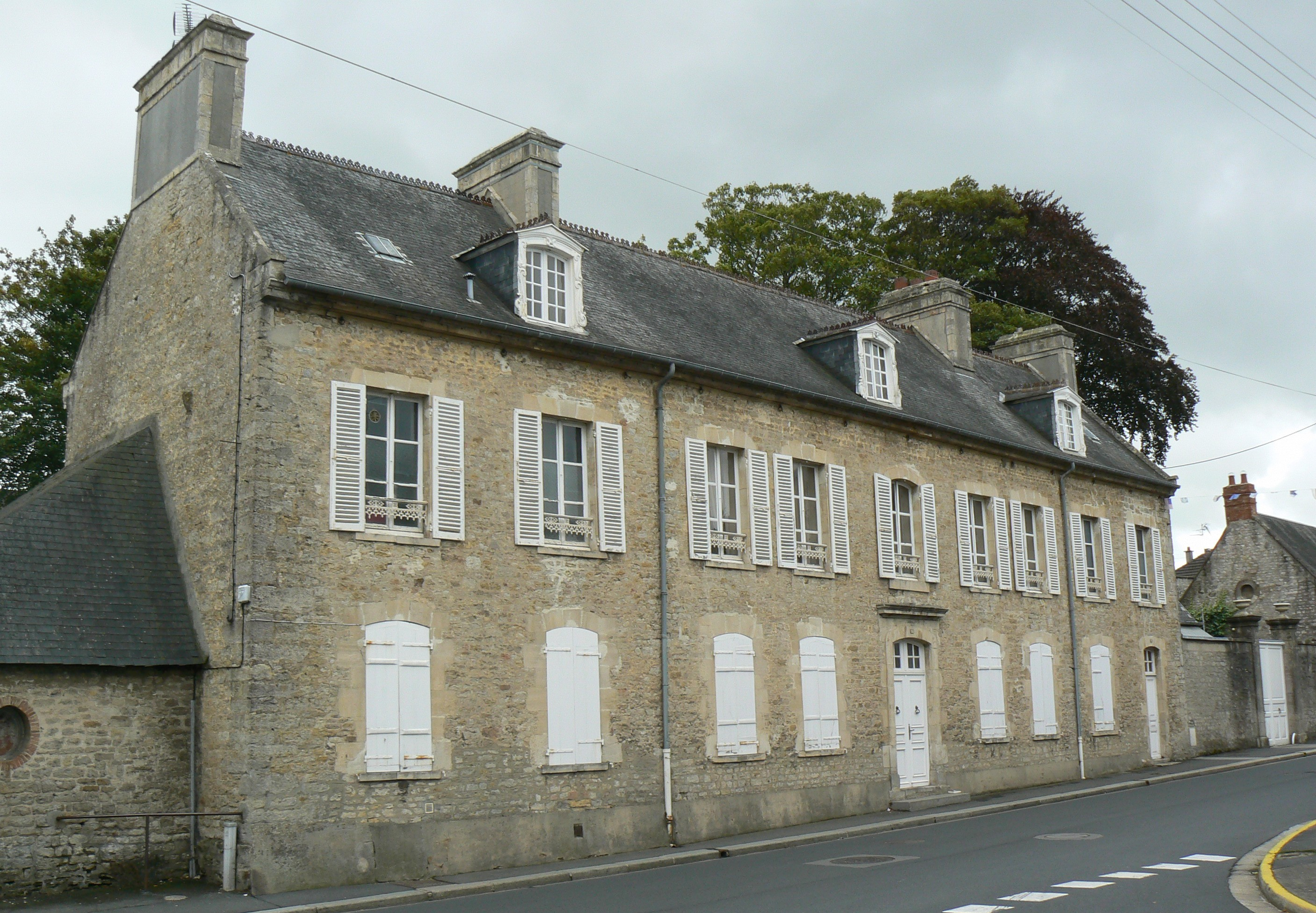
卡朗唐市区的一处历史建筑

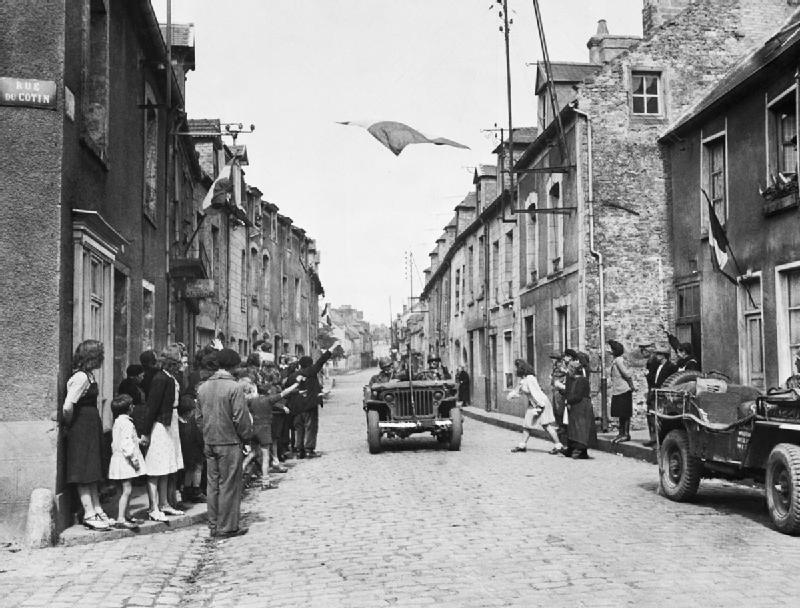
联军解放卡朗唐

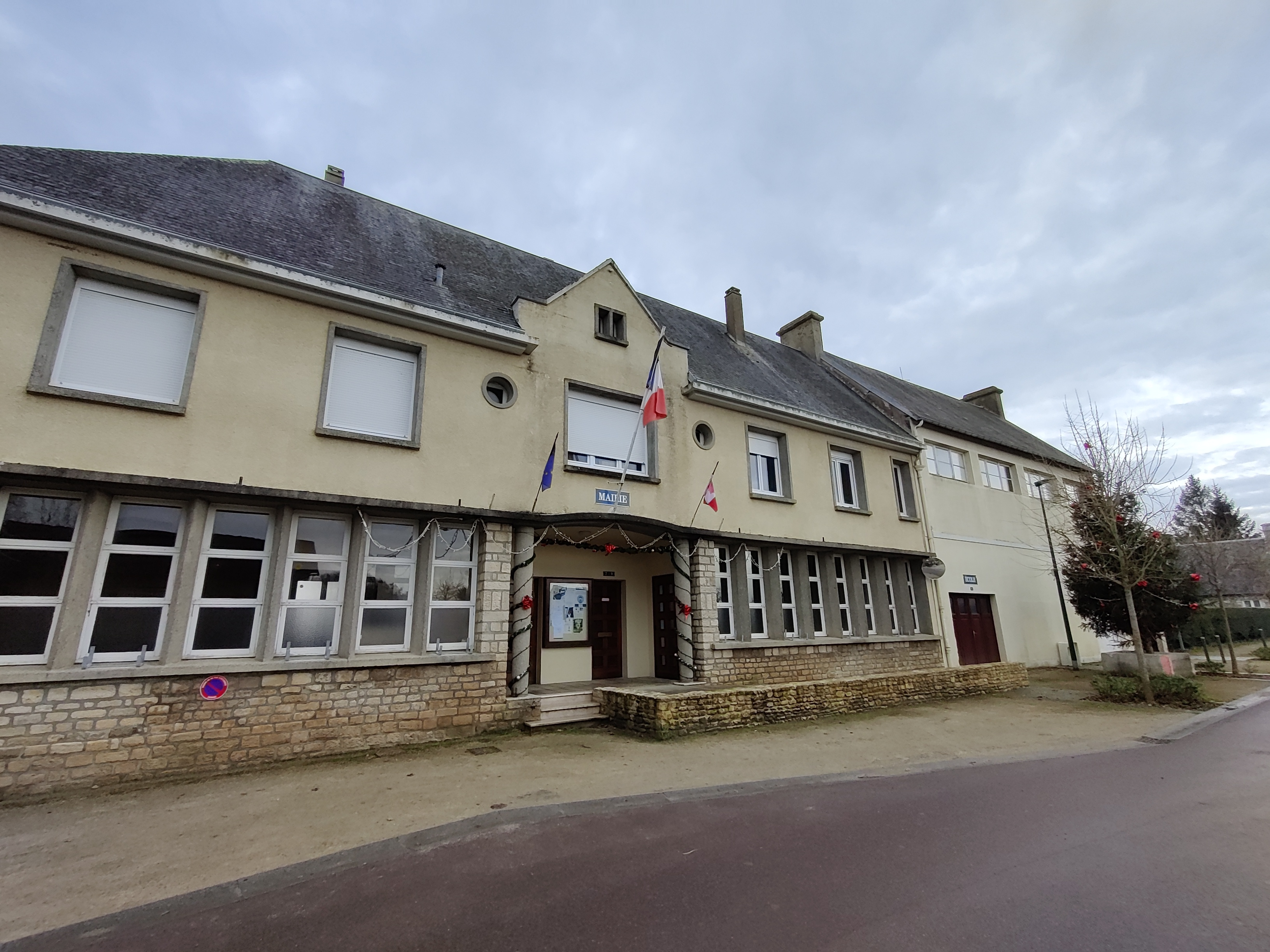
莱韦市政厅

“卡朗唐”一名来源于高卢语“Carentomagus”，该名称可能来源于人名Carentus，亦有可能来源于高卢语单词“carento”，后者意为“集市”。
“马赖”一名来源于法语单词“marais”，该名称来源尚无官方解释，可能与当地的自然景观有关。

## 历史
卡朗唐莱马赖建立于2016年1月1日，由卡朗唐、昂戈维尔欧普兰、韦维尔和圣科姆迪蒙四个市镇合并而成，其中卡朗唐为政府驻地；2017年，布雷旺、圣佩勒兰和莱韦三个市镇并入卡朗唐莱马赖；2019年，布吕什维尔、卡村、格赖涅地区蒙马丹、圣伊莱尔珀蒂维尔和维耶维尔五个市镇并入卡朗唐莱马赖。至此，卡朗唐莱马赖的市镇面积达到了133平方千米，并成为芒什省人口第六多的市镇。
卡朗唐是卡朗唐莱马赖的政府驻地及核心市镇，其建城史始建于中世纪中期，公元1106年，英格兰国王亨利一世登陆科唐坦半岛，并在卡朗唐教堂庆祝了复活节。公元1142年，安茹伯爵若弗鲁瓦五世率兵占领了卡朗唐，此后征服了整个诺曼底，开辟了金雀花王朝。1337年7月20日，英格兰将军爱德华三世率兵占领卡朗唐，该地由此被英格兰军队控制，直至1364年在贝特朗·杜·盖克兰的帮助下才得以解放。英法百年战争后期，卡朗唐再次在英法军队之间几经易手。宗教战争期间，卡朗唐曾被新教徒占领，1572年，在蒙莫朗西公爵的指挥下，连通内陆和拉芒什海峡的人工运河建成使用。1679年，卡朗唐市区遭遇严重火灾，多处街区及建筑被烧毁。法国大革命后，卡朗唐成为芒什省的一个市镇，并在1790至1795年间成为该省的一个地区行署。工业革命期间，途径卡朗唐的芒特拉若利－瑟堡铁路建成运营。第二次世界大战期间，卡朗唐被纳粹德军控制，1944年6月，联军发动卡朗坦战役亦围剿藏匿于此的纳粹德军并最终获得成功，但该战役对卡朗坦造成了毁灭性的破坏，其市区超过半数的建筑被毁。战后，当地建立了战争纪念碑。
圣科姆迪蒙在高卢时期可能为于内勒人的首府或重要城镇，该部落在罗马人入侵高卢后逐渐分解消失。
莱韦成立于1837年，由韦河畔欧维尔和韦河畔伯兹维尔合并而成，其市镇范围内有多处始建于16世纪的苹果种植园。
昂戈维尔欧普兰、布雷旺、布吕什维尔、卡村、韦维尔、格赖涅地区蒙马丹、圣伊莱尔珀蒂维尔、圣佩勒兰和维耶维尔历史上均为普通农业村落，法国大革命后均成为芒什省的独立市镇，其中卡村曾在1837至1841年间整体并入圣佩勒兰。

## 地理

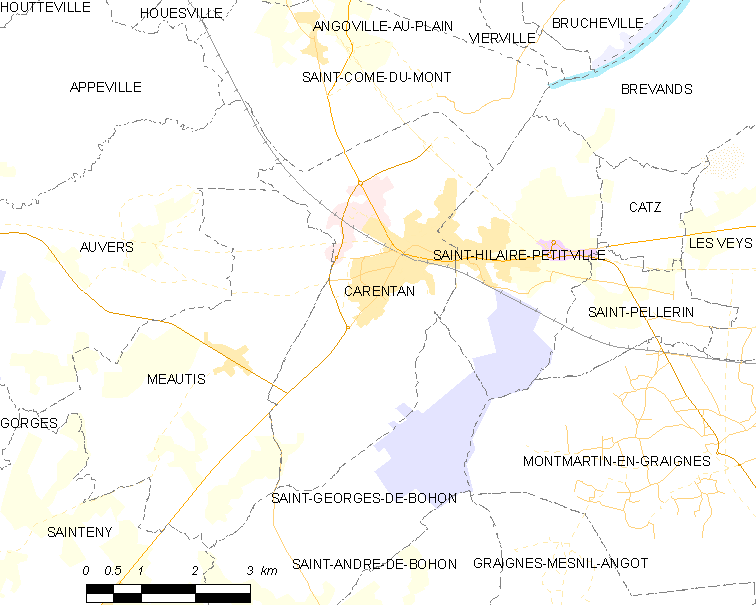
原卡朗唐市镇范围地图

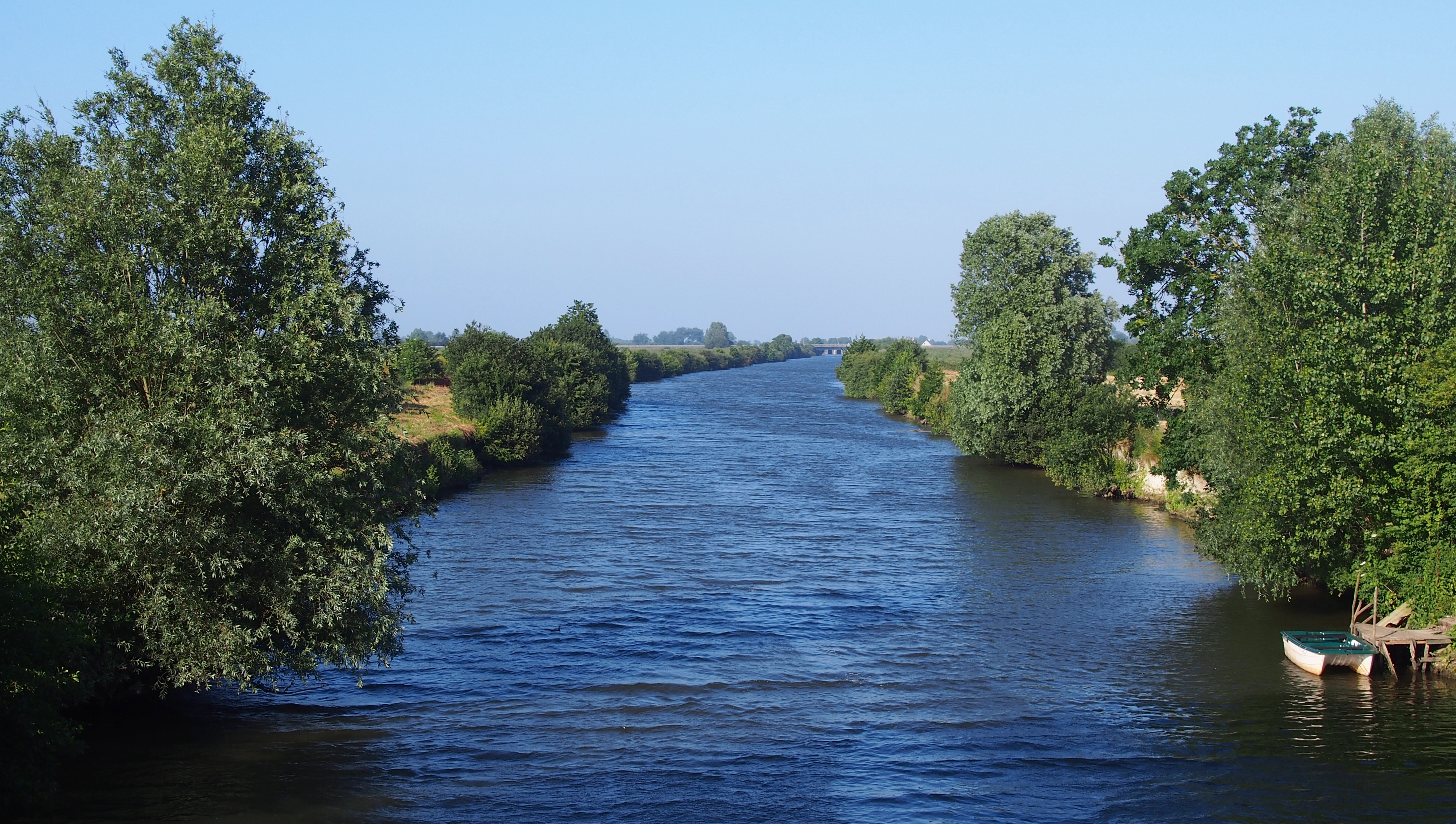
流经卡朗唐的杜沃河

卡朗唐莱马赖位于法国西北部，诺曼底大区西北部和芒什省东北部，距离省会圣洛大约31公里。与卡朗唐莱马赖接壤的市镇包括：布洛维尔、耶维尔、土地沼泽村、梅欧蒂、杜沃河畔列维尔、圣安德烈德博翁、圣让德代、格赖涅-梅尼勒昂戈、滨海伊西尼、圣玛丽迪蒙、圣弗罗蒙。

### 地形
卡朗唐莱马赖位于科唐坦半岛东南部，境内以平原为主，市镇中心地势较为平坦，全境海拔在0到30米之间。

### 水文
卡朗唐莱马赖境内水网密布，其中托特河与杜沃河交汇于卡朗唐莱马赖市区东北部，其入海通道被人工改造成为运河。

### 植被
卡朗唐莱马赖属于温带阔叶混交林区，是科唐坦沼泽-贝桑自然保护区的组成部分，林地散落分布于河流附近及部分陆地地区，沿海区域则多湿地沼泽分布。
在鲜花城市的评比中，卡朗唐莱马赖被评为1星级鲜花城市。

### 气候
卡朗唐莱马赖在柯本气候分类法中属于温带海洋性气候。
距离卡朗唐莱马赖最近的常年气象站位于蓬埃贝尔境内，以下为该气象站的数据（其中日照数据取自瓦洛涅气象站）：
| 蓬埃贝尔1981年－2019年 | 蓬埃贝尔1981年－2019年 | 蓬埃贝尔1981年－2019年 | 蓬埃贝尔1981年－2019年 | 蓬埃贝尔1981年－2019年 | 蓬埃贝尔1981年－2019年 | 蓬埃贝尔1981年－2019年 | 蓬埃贝尔1981年－2019年 | 蓬埃贝尔1981年－2019年 | 蓬埃贝尔1981年－2019年 | 蓬埃贝尔1981年－2019年 | 蓬埃贝尔1981年－2019年 | 蓬埃贝尔1981年－2019年 | 蓬埃贝尔1981年－2019年 |
| 月份                   | 1月                    | 2月                    | 3月                    | 4月                    | 5月                    | 6月                    | 7月                    | 8月                    | 9月                    | 10月                   | 11月                   | 12月                   | 全年                   |
| ---------------------- | ---------------------- | ---------------------- | ---------------------- | ---------------------- | ---------------------- | ---------------------- | ---------------------- | ---------------------- | ---------------------- | ---------------------- | ---------------------- | ---------------------- | ---------------------- |
| 历史最高温 °C（°F）    | 15.3 (59.5)            | 19 (66)                | 22.3 (72.1)            | 24.5 (76.1)            | 30.3 (86.5)            | 33.5 (92.3)            | 32.8 (91.0)            | 37.8 (100.0)           | 32.1 (89.8)            | 24.8 (76.6)            | 19 (66)                | 16.2 (61.2)            | 37.8 (100.0)           |
| 平均高温 °C（°F）      | 8.3 (46.9)             | 9.5 (49.1)             | 11.7 (53.1)            | 14 (57)                | 17.4 (63.3)            | 20.4 (68.7)            | 21.9 (71.4)            | 22.5 (72.5)            | 20.2 (68.4)            | 16.2 (61.2)            | 11.9 (53.4)            | 8.8 (47.8)             | 15.2 (59.4)            |
| 日均气温 °C（°F）      | 5.7 (42.3)             | 6.5 (43.7)             | 8.1 (46.6)             | 10 (50)                | 13.3 (55.9)            | 16 (61)                | 17.5 (63.5)            | 17.9 (64.2)            | 15.9 (60.6)            | 12.8 (55.0)            | 9 (48)                 | 6 (43)                 | 11.6 (52.9)            |
| 平均低温 °C（°F）      | 3.1 (37.6)             | 3.5 (38.3)             | 4.5 (40.1)             | 6 (43)                 | 9.2 (48.6)             | 11.5 (52.7)            | 13.1 (55.6)            | 13.3 (55.9)            | 11.5 (52.7)            | 9.4 (48.9)             | 6.2 (43.2)             | 3.3 (37.9)             | 7.9 (46.2)             |
| 历史最低温 °C（°F）    | −13.5 (7.7)            | −8 (18)                | −5 (23)                | −1.7 (28.9)            | 1.3 (34.3)             | 4.2 (39.6)             | 7.5 (45.5)             | 6.7 (44.1)             | 4.4 (39.9)             | −3.9 (25.0)            | −4.2 (24.4)            | −7.5 (18.5)            | −13.5 (7.7)            |
| 平均降水量 mm（）      | 92.9 (3.66)            | 74.3 (2.93)            | 74.7 (2.94)            | 68.8 (2.71)            | 79.9 (3.15)            | 54 (2.1)               | 63.7 (2.51)            | 73.6 (2.90)            | 71.6 (2.82)            | 102.9 (4.05)           | 105.9 (4.17)           | 110 (4.3)              | 972.3 (38.28)          |
| 月均日照時數           | 45.9                   | 58.5                   | 87.2                   | 171.1                  | 171.8                  | 266.4                  | 233.1                  | 179.8                  | 162.8                  | 87                     | 52.1                   | 53                     | 1,568.7                |
| 来源：infoclimat.fr    |                        |                        |                        |                        |                        |                        |                        |                        |                        |                        |                        |                        |                        |

## 行政区划
卡朗唐莱马赖是法国诺曼底大区芒什省的一个市镇，编号为50099。卡朗唐莱马赖隶属于圣洛区和芒什省第一选区，管理卡朗唐县（其中格赖涅地区蒙马丹分属于蓬埃贝尔县），同时也是科唐坦海湾市镇公共社区的办公驻地。
法国国家统计与经济研究所（简称）在进行数据统计时，将卡朗唐莱马赖单独市镇设为卡朗唐莱马赖城市核心区，并将包括核心区在内的周边共三个市镇划为卡朗唐莱马赖城市区。自2020年起，卡朗唐莱马赖城市区被包含13个市镇的卡朗唐莱马赖城市辐射区代替。此外，还将卡朗唐莱马赖市镇整体看作一个“块区”（IRIS），以便于统计人口分布情况。

## 交通

### 公路
法国国道N13线和多条芒什省省道在卡朗唐莱马赖境内交汇。诺曼底大区下属的城际客运提供巴士线路，可前往科唐坦地区瑟堡和圣洛。
| 1 | 79 |

| 40 | 54 |

| 圣洛 | 30 |

| 瑟堡 | 53 |

| 卡昂 | 73 |

| 巴约 | 44 |

| 库唐斯 | 35 |

| 佩里耶 | 19 |

2018年，72.7%的卡朗唐莱马赖家庭拥有至少一辆私人汽车。2019年，卡朗唐莱马赖境内共发生各类交通事故2起，造成3人受伤。

### 铁路

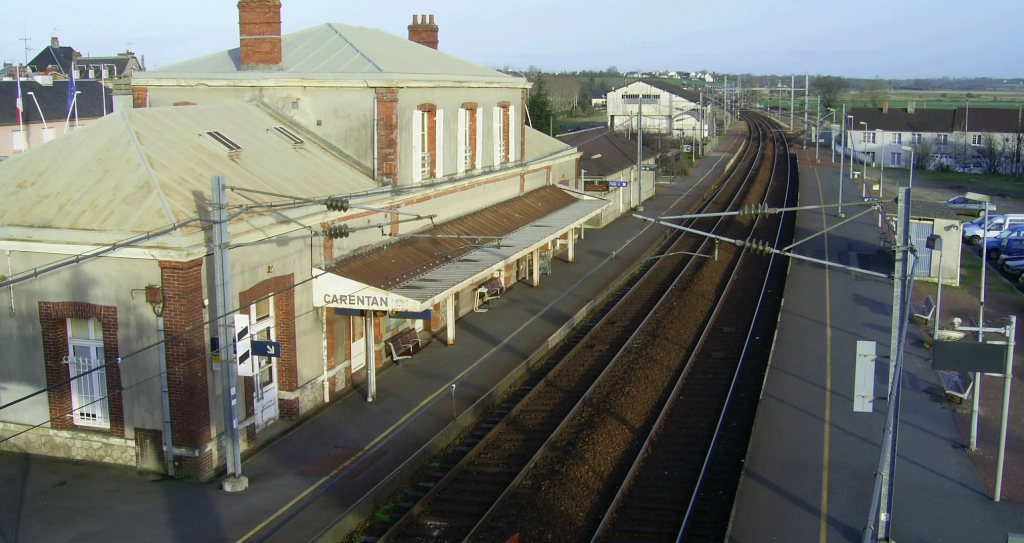
卡朗唐火车站

卡朗唐莱马赖位于芒特拉若利－瑟堡铁路上。卡朗唐站位于市区中部，停靠往返于巴黎和瑟堡一线的区域列车。

### 航空
距离卡朗唐莱马赖最近的民用航空站为瑟堡机场，距离卡朗唐莱马赖市中心的公路里程约50公里。

### 城市公共交通
截至2022年5月，卡朗唐莱马赖暂无城市公共交通系统。

## 政治

### 市政内阁

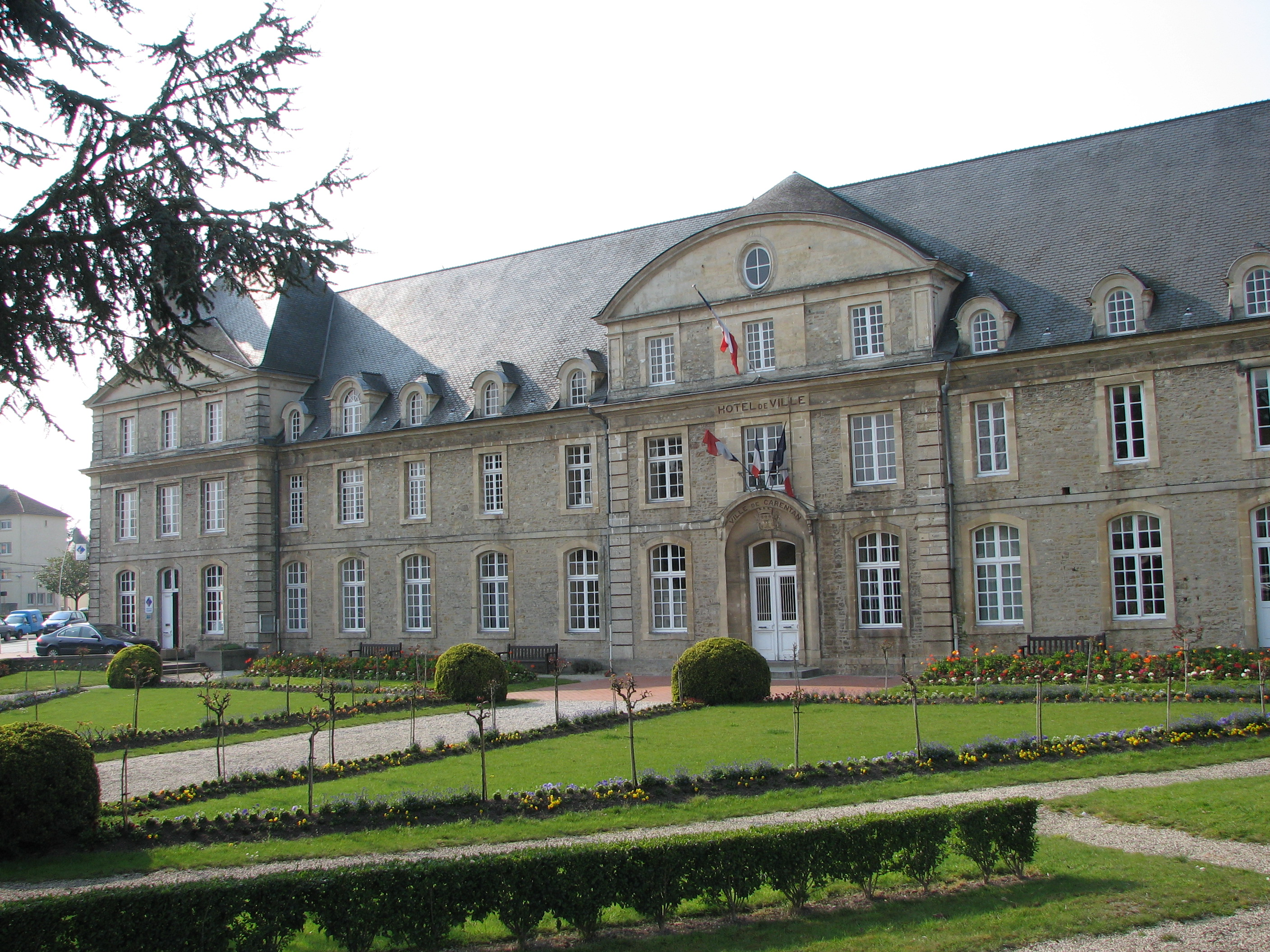
卡朗唐莱马赖市政厅

卡朗唐莱马赖的现任市长为让-皮埃尔·洛纳尔先生（Jean-Pierre LHONNEUR），他是一名右翼无党派人士，在2020年的市政选举中获得了73.27%的支持率。
| 卡朗唐莱马赖历届市长 | 卡朗唐莱马赖历届市长                  | 卡朗唐莱马赖历届市长 |
| 任期                 | 市长                                  | 党派                 |
| -------------------- | ------------------------------------- | -------------------- |
| 2016年－             | Jean-Pierre LHONNEUR 让-皮埃尔·洛纳尔 | DVD右翼无党派人士    |

### 各级选举
| 卡朗唐莱马赖历届投票选举结果 | 卡朗唐莱马赖历届投票选举结果 | 卡朗唐莱马赖历届投票选举结果 | 卡朗唐莱马赖历届投票选举结果 | 卡朗唐莱马赖历届投票选举结果 | 卡朗唐莱马赖历届投票选举结果 | 卡朗唐莱马赖历届投票选举结果 | 卡朗唐莱马赖历届投票选举结果 | 卡朗唐莱马赖历届投票选举结果 | 卡朗唐莱马赖历届投票选举结果 |
| 选举项目                     | 选举范围                     | 选区单位                     | 选举结果                     | 选举结果                     | 选举结果                     | 选举结果                     | 选举结果                     | 选举结果                     | 参考资料                     |
| 选举项目                     | 选举范围                     | 选区单位                     | 第一轮胜出者                 | 第一轮胜出者                 | 支持率                       | 第二轮胜出者                 | 第二轮胜出者                 | 支持率                       | 参考资料                     |
| ---------------------------- | ---------------------------- | ---------------------------- | ---------------------------- | ---------------------------- | ---------------------------- | ---------------------------- | ---------------------------- | ---------------------------- | ---------------------------- |
| 2017年法國總統選舉           | 法國                         | 市镇                         |                              | 埃马纽埃尔·马克龙            | 23.73%                       |                              | 埃马纽埃尔·马克龙            | 64.66%                       | [ 36 ]                       |
| 2017年法国立法选举           | 芒什省第一选区               | 市镇                         |                              | 伯努瓦特·努埃                | 31.79%                       |                              | 菲利普·戈斯兰                | 57.57%                       | [ 36 ]                       |
| 2019年欧洲议会选举           | 法國                         | 市镇                         |                              | 若尔当·巴尔代拉              | 27.44%                       | （不适用）                   | （不适用）                   | （不适用）                   | [ 38 ]                       |
| 2021年法国省级选举           | 芒什省                       | 卡朗唐县                     |                              | 玛丽斯·勒戈夫 埃尔韦·马里    | 53.51%                       |                              | 玛丽斯·勒戈夫 埃尔韦·马里    | 64.36%                       | [ 39 ]                       |
| 2021年法国省级选举           | 芒什省                       | 市镇                         |                              | 玛丽斯·勒戈夫 埃尔韦·马里    | 48.14%                       |                              | 玛丽斯·勒戈夫 埃尔韦·马里    | 61.54%                       | [ 39 ]                       |
| 2021年法国省级选举           | 芒什省                       | 蓬埃贝尔县                   |                              | 让-克洛德·布罗 尼科尔·戈达尔 | 77.24%                       |                              | 让-克洛德·布罗 尼科尔·戈达尔 | 79.33%                       | [ 39 ]                       |
| 2021年法国省级选举           | 芒什省                       | 市镇                         |                              | 让-克洛德·布罗 尼科尔·戈达尔 | 67.92%                       |                              | 让-克洛德·布罗 尼科尔·戈达尔 | 69.7%                        | [ 39 ]                       |
| 2021年法国大区选举           |                              | 市镇                         |                              | 埃尔韦·莫兰                  | 43.62%                       |                              | 埃尔韦·莫兰                  | 49.28%                       | [ 40 ]                       |
| 2022年法国总统选举           | 法國                         | 市镇                         |                              | 埃马纽埃尔·马克龙            | 34.03%                       |                              | 埃马纽埃尔·马克龙            | 55.51%                       | [ 36 ]                       |

## 人口
2018年，卡朗唐莱马赖市镇人口数量为10,084，在法国排名第999位。其中男性4,847人，女性5,237人，75岁及以上人口占12.4%，外籍人口数量为2,047人，人口密度为644人/平方公里，当地居民被称为（男性）或（女性）。2019年，卡朗唐莱马赖境内出生92人，死亡人口150人。
| 卡朗唐莱马赖1901年－2019年人口变化情况 |
|                                        |
| 数据来源：Cassini、INSEE               |

## 经济
卡朗唐莱马赖是一个区域性的中心城市，截止2022年5月，原卡朗唐市镇范围内共有各类用人单位（包含自雇）1,329家，平均历史为19年，其中98.67%为中小型企业（PME），2022年3月至5月间，当地的经济活力指数为0.45%。（大型零售）、（道路工程）及（农副产品销售）是当地2020年营业额最高的三个企业，分别为38,311,024欧元20,407,929欧元和14,856,531欧元。

## 财政与居民收入
2020年，卡朗唐莱马赖的财政收入总额为12,965,100欧元，财政支出总额为10,586,900欧元，当年的债务总额为8,364,400欧元。2021年，卡朗唐莱马赖共获得2,545,791欧元的国家财政补助，比上一年增加了0.22%。
2019年，卡朗唐莱马赖的人均月收入总额为2,031欧元，其中高级职员为3,951欧元，低于法国平均水平（4,230欧元）；中级职员为2,310欧元，低于法国平均水平（2,411欧元）；普通职员为1,653欧元，亦低于法国平均水平（1,740欧元）。
2018年，卡朗唐莱马赖境内的青壮年（15至64岁）失业率为13.5%，当地41.5%的家庭拥有纳税资格，平均纳税2,093欧元，低于法国平均水平（3,910欧元）。

## 社会事务

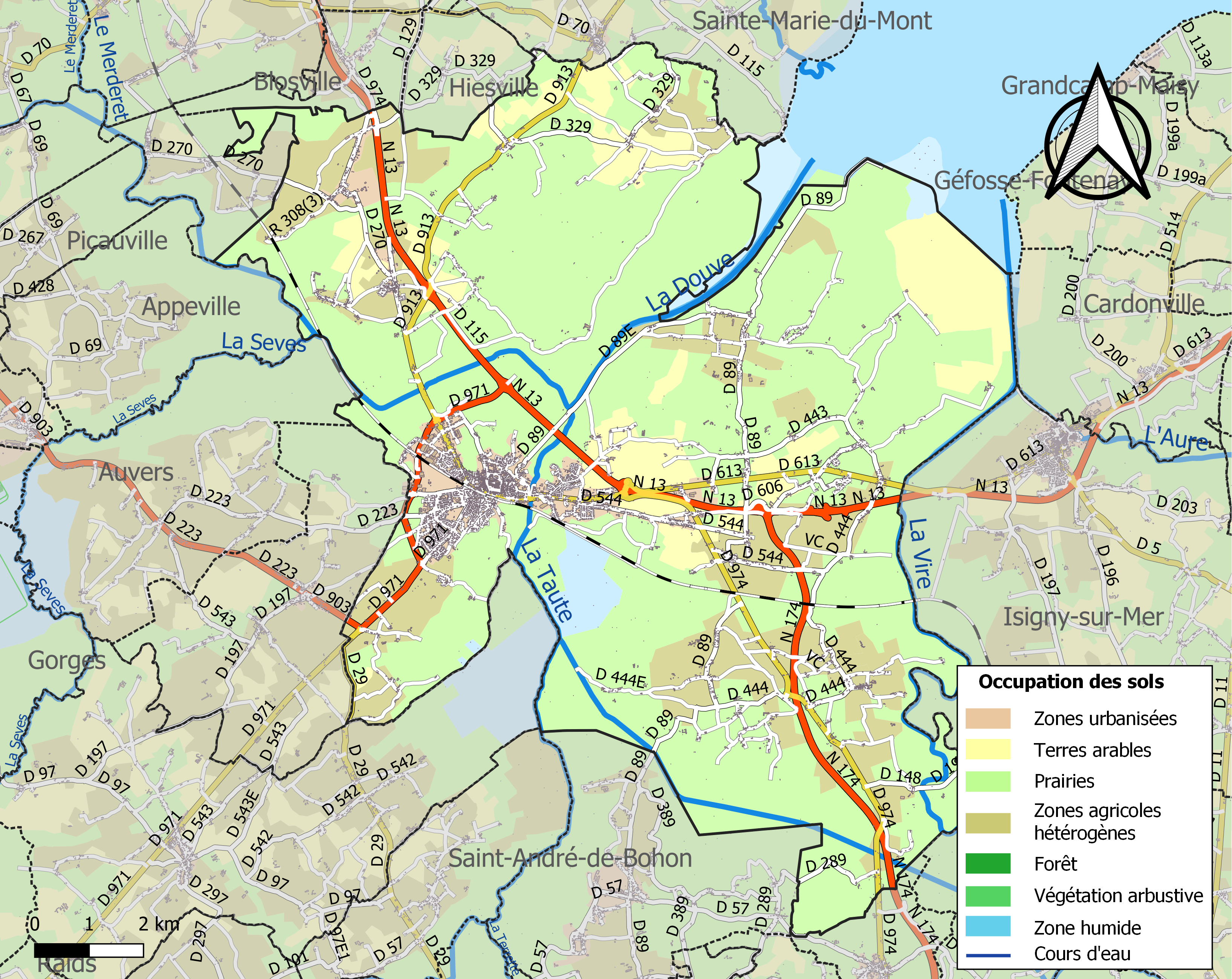
卡朗唐莱马赖土地利用情况地图

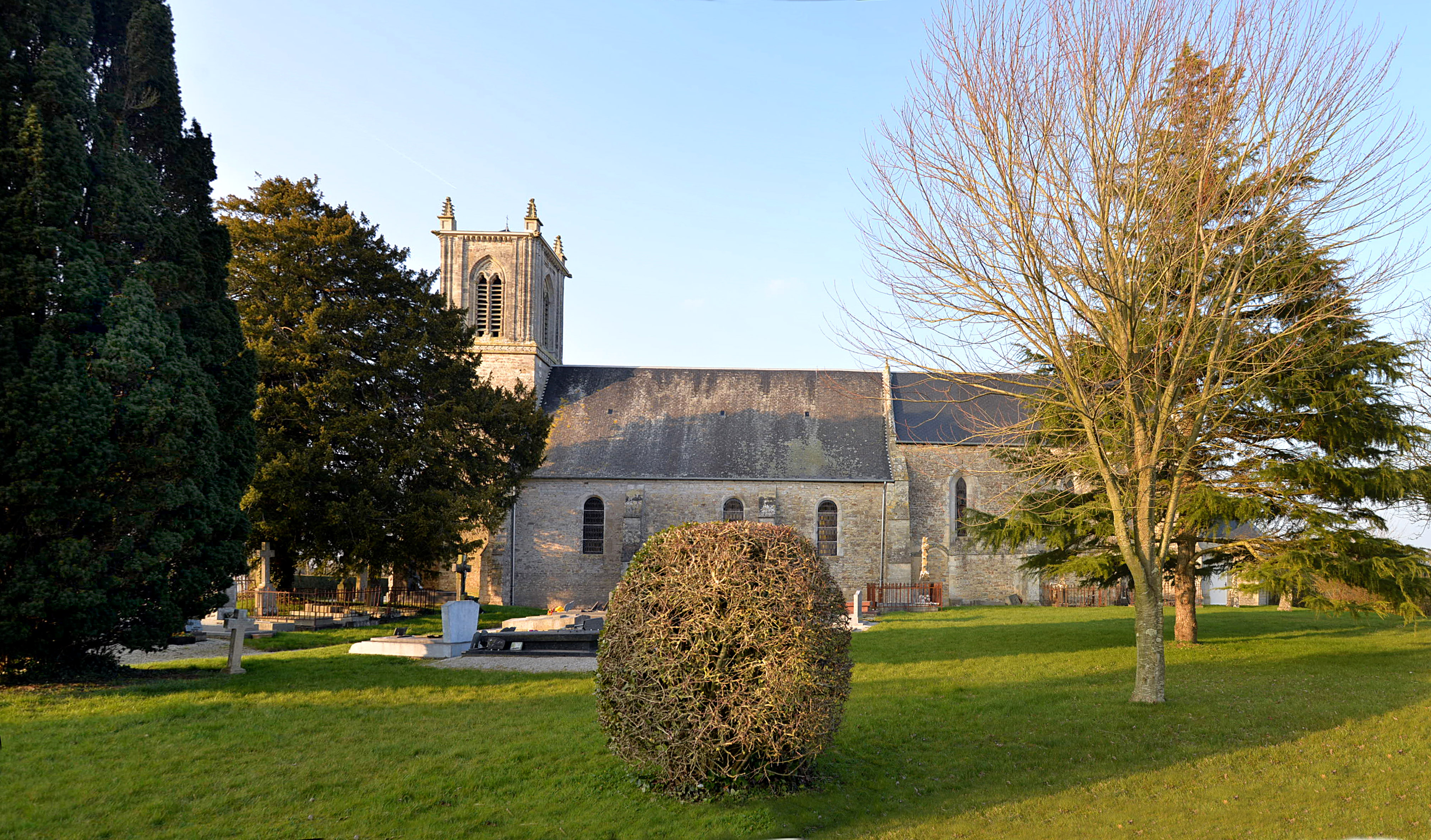
卡村镇中心

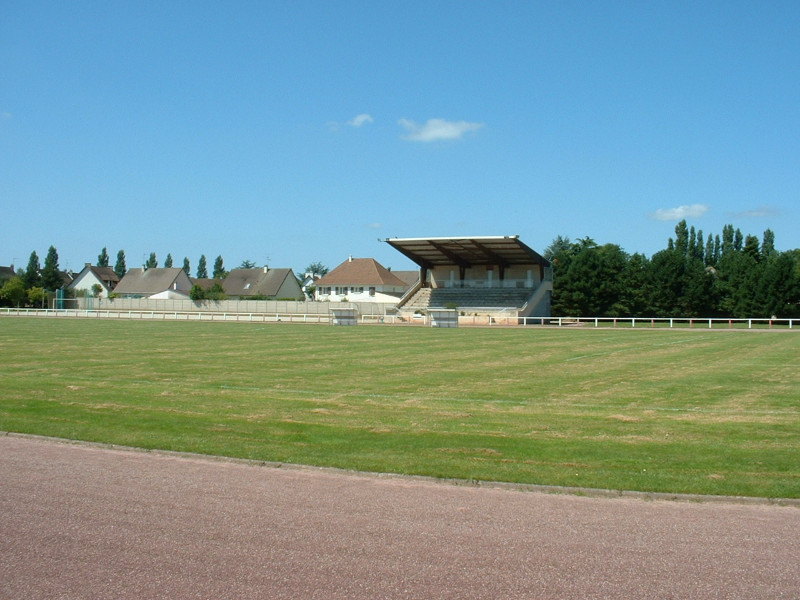
阿尔冯斯·洛朗球场

### 教育
卡朗唐莱马赖属于诺曼底学区。截止2020年1月1日，卡朗唐莱马赖境内共有4所小学、2所初级中学、1所普通高中和1所职业高中。2018至2019学年度，卡朗唐莱马赖境内共有在校中等教育阶段学生1,329名。

### 医疗
截止2020年1月1日，卡朗唐莱马赖境内共有全科医生10名、保健师5名、牙医6名、护士10名、眼科医生1名、助产士1名和妇科医生1名。境内共有药房4家、养老院2家、残疾人帮扶中心1家。
卡朗唐中心医院（Centre Hospitalier de Carentan）是法国的一个区域性医疗机构，其主病区位于卡朗唐莱马赖市区，设有床位282个，是当地规模最大的公立综合性医院。

### 住房
2018年，卡朗唐莱马赖境内共有各类住房5,498套，其中74.1%为独立式居民区，24.6%为集中式居民区。常住房屋占卡朗唐莱马赖市镇范围内居民建筑总量的87.2%。
在住房保障政策方面，2020年，卡朗唐莱马赖境内共有1,053户家庭获得了住房经济补助，受益人数占总人口数量的10.4%，其中1,005份为房租补助。

### 商业
2019年，卡朗唐莱马赖境内共有各类实体商铺235家，其中餐厅28家、大型超市9家、杂货店5家、面包房9家、肉铺4家、书店2家、装饰品店3家、银行门店7家、美容美发店16家、汽车维修店17家。市区东部和西部分别建有一家E.Leclerc和Intermarché大型购物商场。

### 体育
2020年，卡朗唐莱马赖境内共有1家游泳池、3间体育馆、1座综合体育场、3处网球场、1处马术场、4处足球或橄榄球场以及3处篮球或排球场。
截至2022年5月，卡朗唐足球体育会（Stade Foot Carentan，编号501438）是当地唯一的注册足球俱乐部，其主队2021至2022赛季参加诺曼底大区足球联赛乙组（法国第七级别），其主场为阿尔冯斯·洛朗球场（Stade Alphonse Laurent）。

### 环境
卡朗唐莱马赖的环境事务由其所属的科唐坦海湾市镇公共社区负责。2019年，卡朗唐莱马赖境内暂无污染企业。

### 治安
2019年，卡朗唐莱马赖市镇范围内有1处宪兵队。
卡朗唐莱马赖所在地是圣洛国家宪兵队（zone gendarmerie de Saint-Lô）的管辖范围。2020年，该宪兵队辖区内共76个市镇累计发生各类案件1,359起，其中盗窃类案件571起，经济类案件253起，毒品交易类案件54起。

## 文化
2020年，卡朗唐莱马赖境内有1家电影院。卡朗唐莱马赖市政府提供多媒体中心，每周二至六向公众开放。

### 建筑
卡朗唐莱马赖境内有多处历史建筑，其中法国国家文物保护单位包括卡朗唐圣母教堂、埃尔维约德蓬卢伊宫等，卡朗唐运河桥则是当地的地标性建筑物。

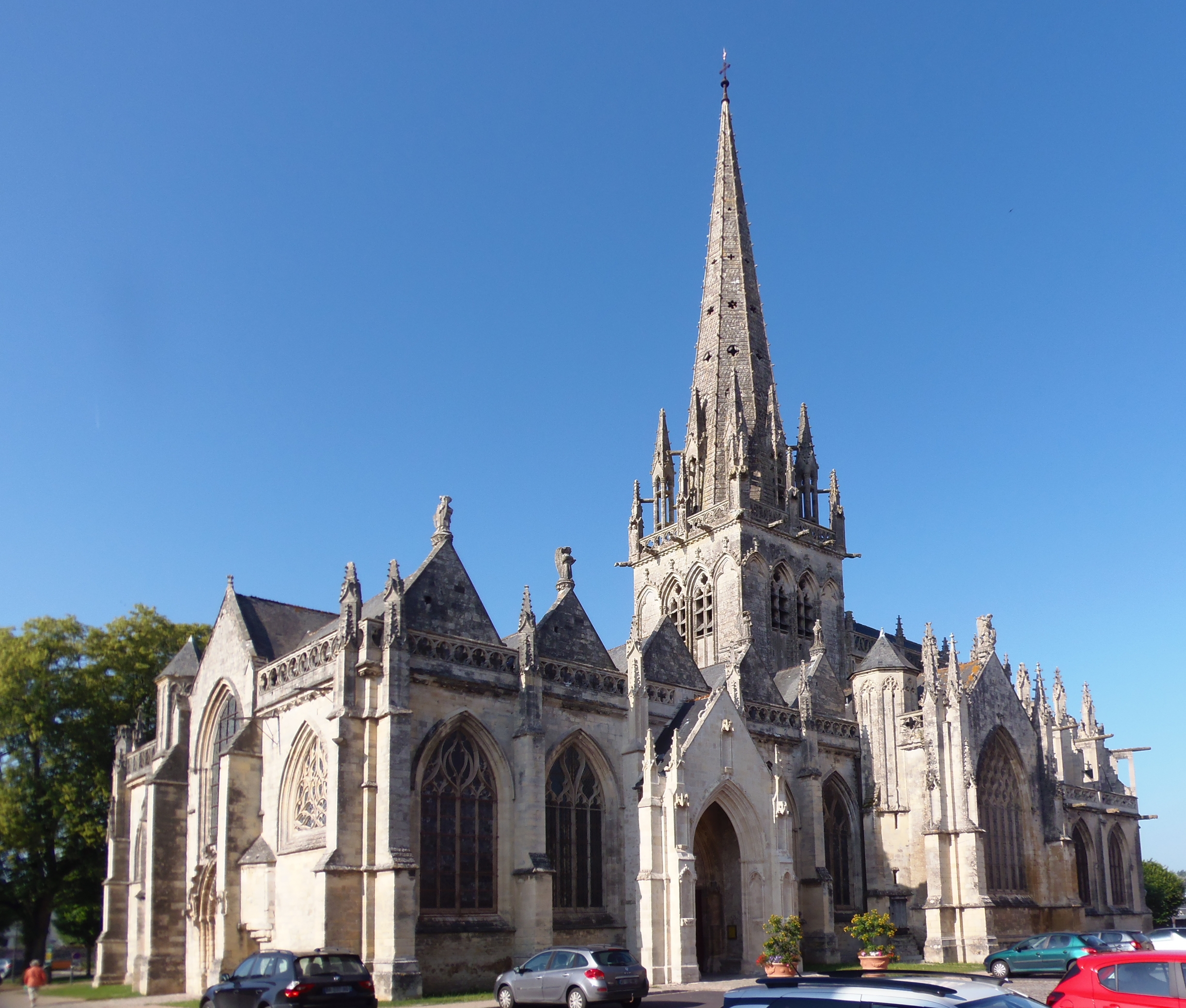
卡朗唐圣母教堂（法语：Église Notre-Dame de Carentan）
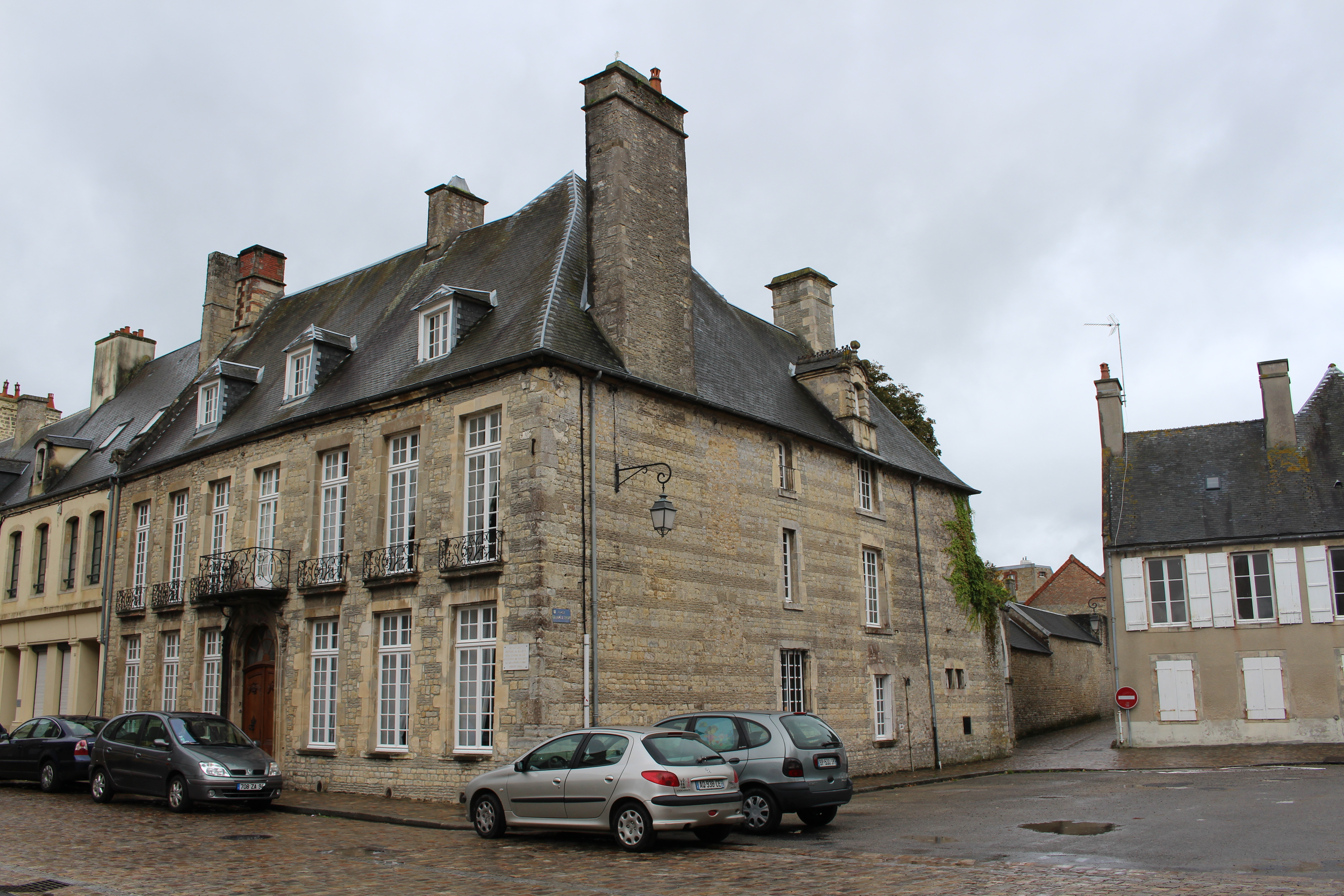
埃尔维约德蓬卢伊宫（法语：Hôtel Hervieu-de-Pontlouis）
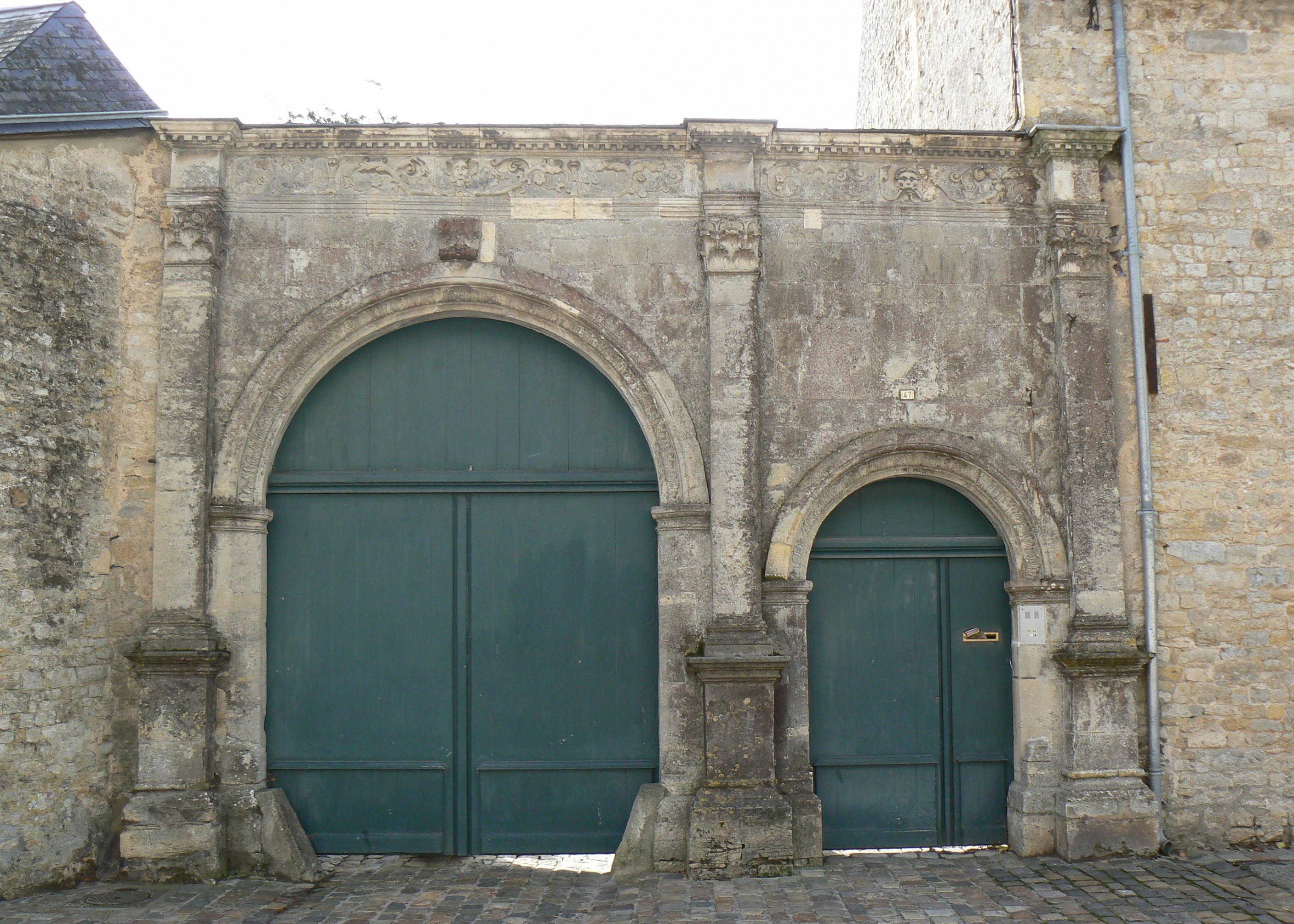
蓬泰尔热宫（法语：Hôtel de Ponthergé）
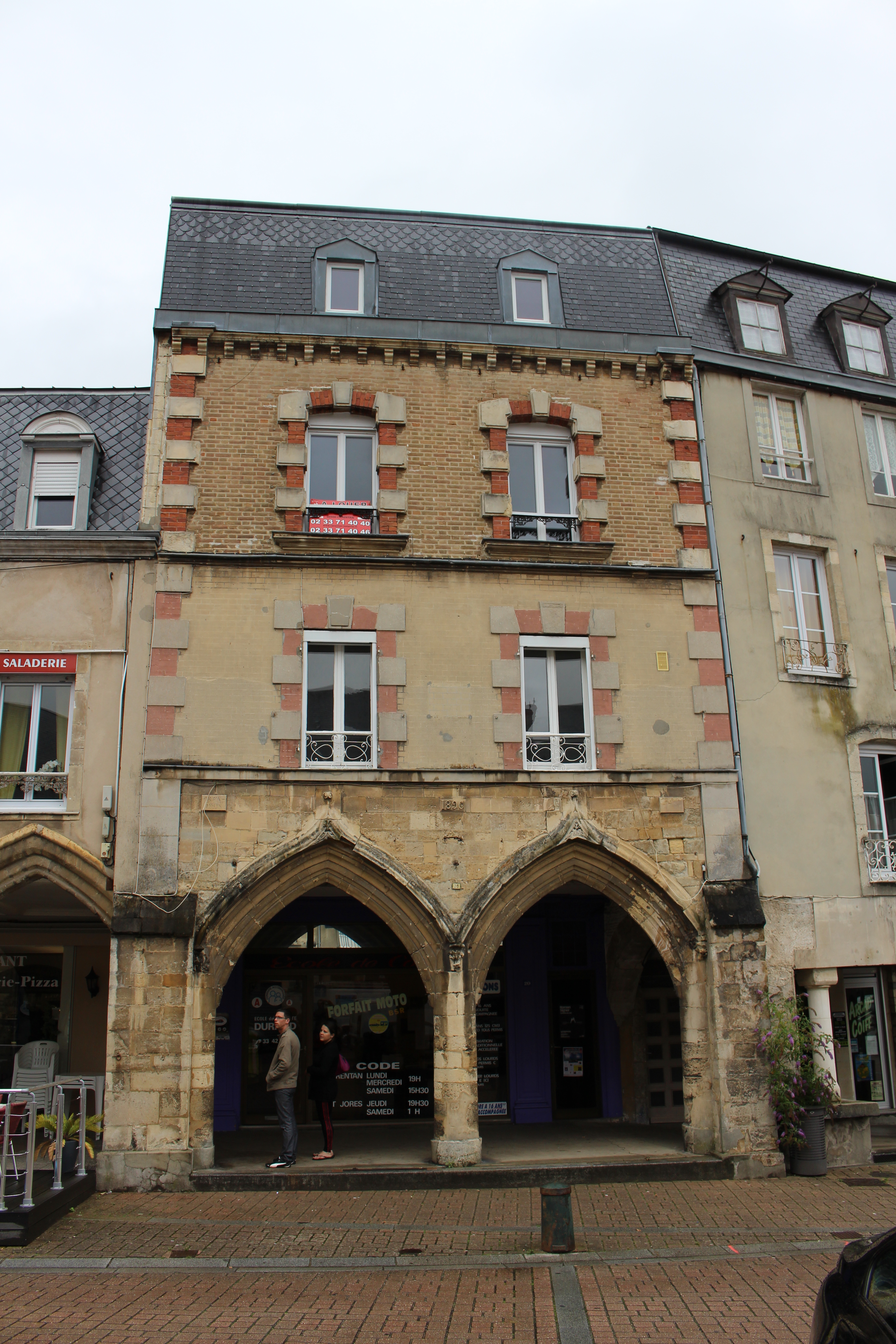
共和国广场骑楼（法语：Maisons à arcades de la place de la République (Carentan)）
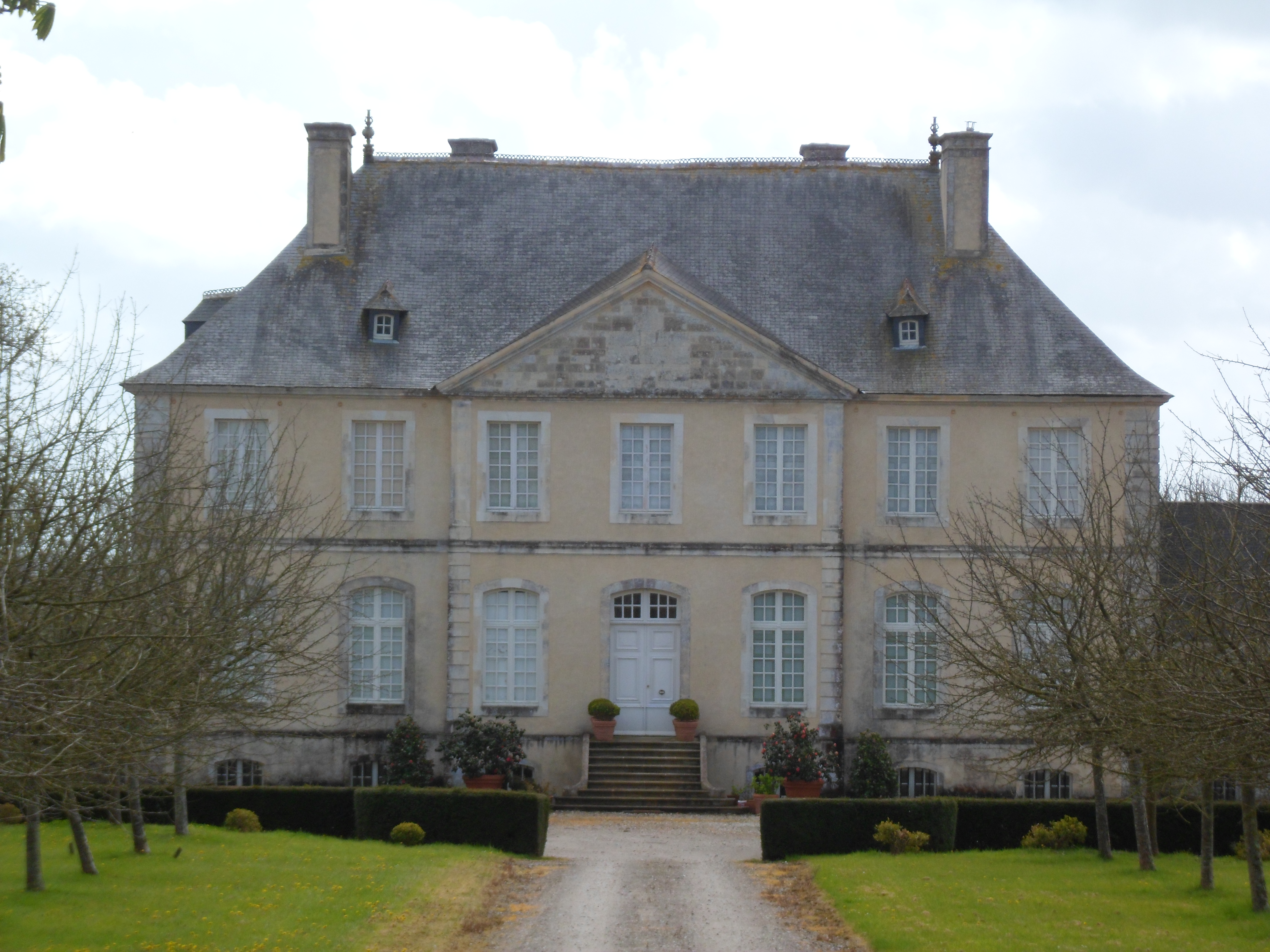
维耶维尔城堡（法语：Château de Vierville）
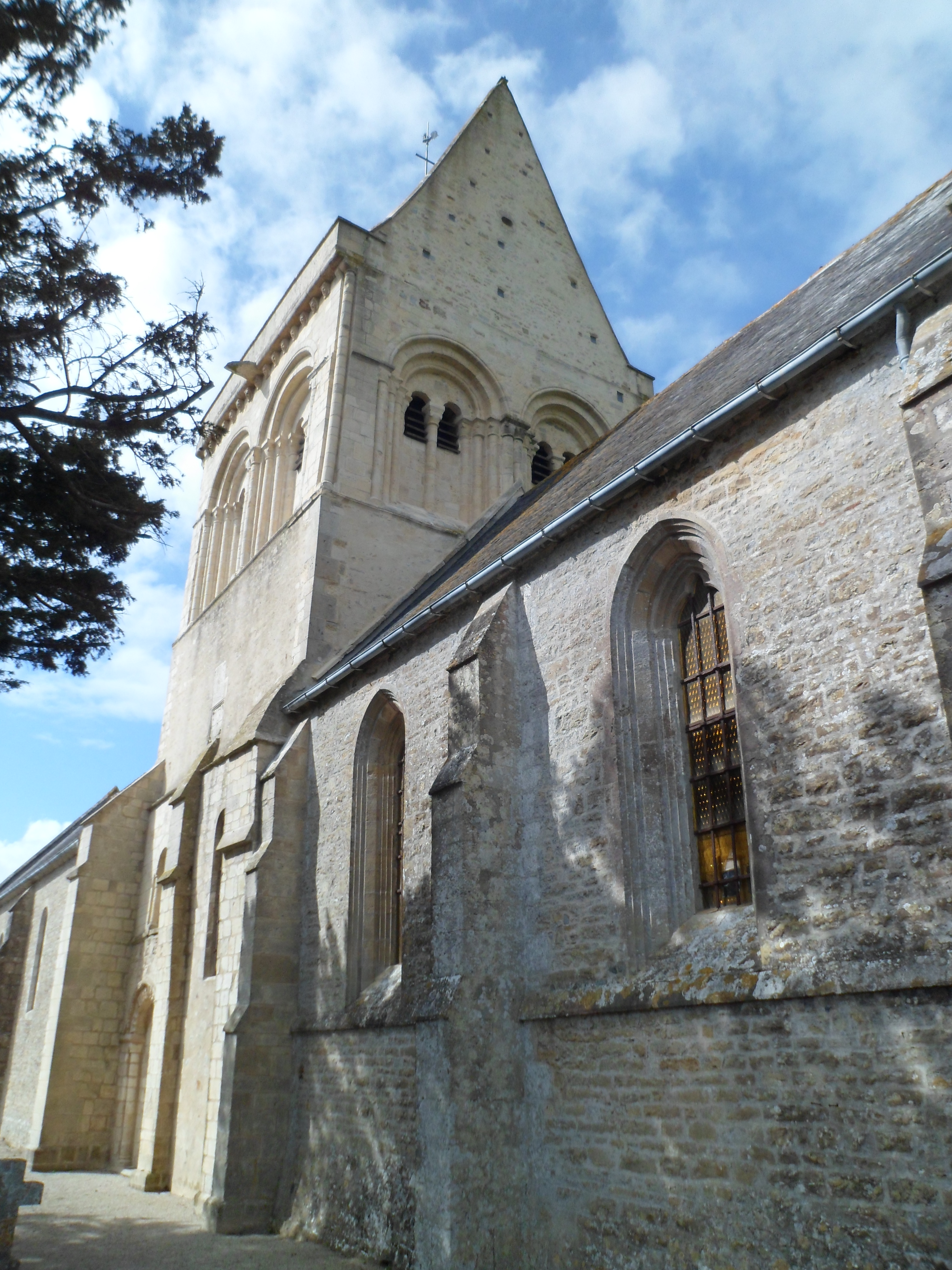
圣伊莱尔教堂（法语：Église Saint-Hilaire de Brucheville）
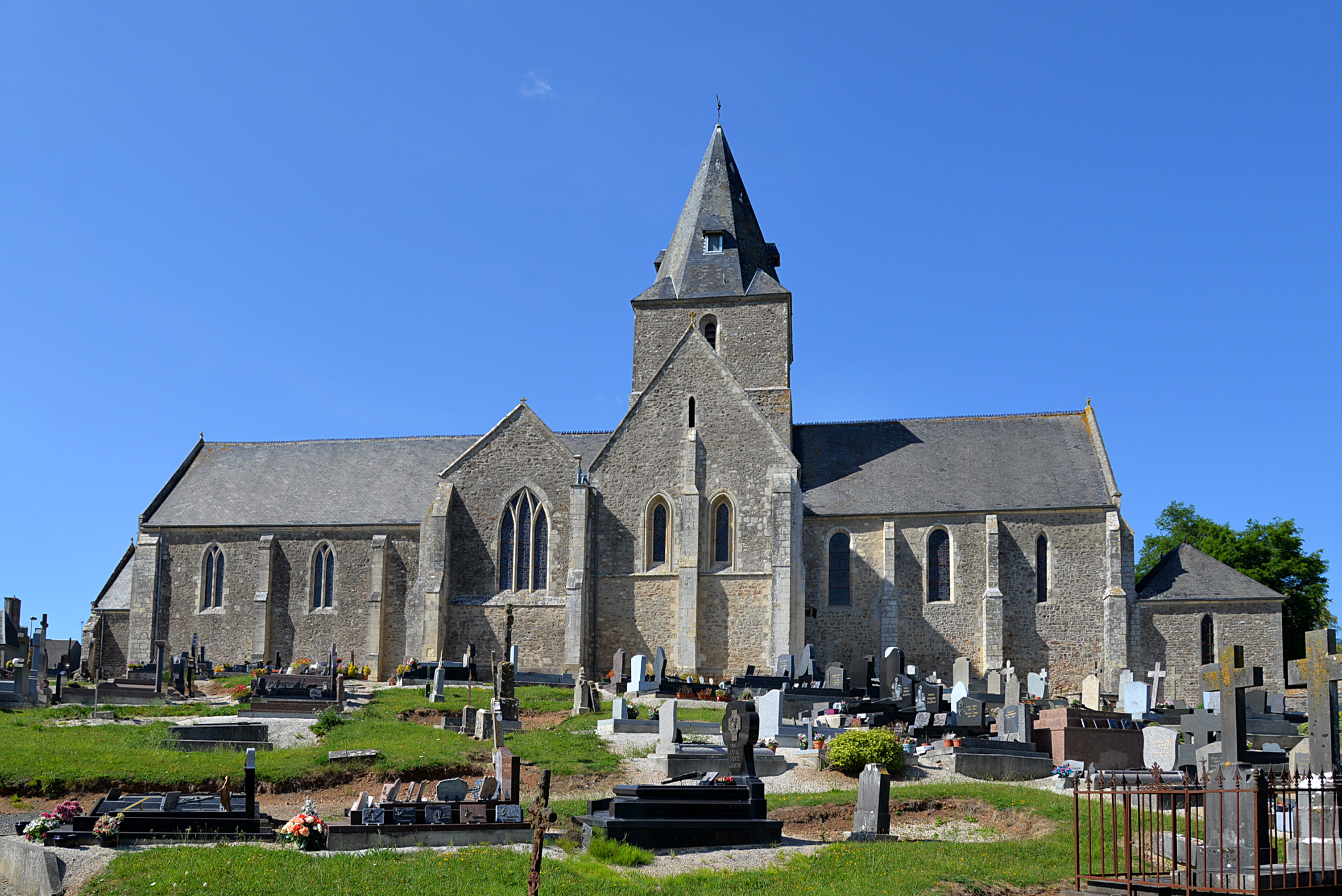
圣马丁教堂

### 旅游
卡朗唐莱马赖的旅游事务由其所属的科唐坦海湾市镇公共社区负责。2021年，卡朗唐莱马赖境内共有4家酒店共计81间房间；另有1个露营地，可容纳共100辆露营车。

### 媒体
法国主要的媒体均可在卡朗唐莱马赖接收，法国电视三台下属的诺曼底大区频道在部分时段播出卡朗唐莱马赖所属区域的地方新闻。蓝色法兰西卡昂诺曼底广播、《法国西部报》、《芒什省日报》、《芒什省自由报》等是当地主要的地方性媒体。

## 友好城市
截至2022年5月，卡朗唐莱马赖共与两座城市互为友好城市关系：
- 德国 瓦尔德菲施巴赫-布格阿尔本
- 英格兰 塞尔比